# Leopoldina Zanotti
Leopoldina Zanotti (fl. XIX secolo) è stata una scrittrice italiana, autrice di libri per le scuole elementari della fine dell'Ottocento e dei primi anni del Novecento.

## Mario e l'Ada
Leopoldina Zanotti pubblicò per la casa editrice R. Bemporad & figlio  testi per gli alunni delle scuole elementari. Per la Biblioteca scolastica di questa casa editrice pubblicò: Mario e l'Ada – Prime letture a compimento del sillabario per le scuole maschili e femminili – con numerose incisioni e disegni originali del pittore G.Piattoli – libro adottato nelle scuole del comune di Firenze, Firenze, R. Bemporad & figlio, librai-editori (1908).

## Metodo fonico e metodo sperimentale
Il titolo di due libri scritti da Leopoldina Zanotti,  uno pubblicato  nel 1897 e l'altro nel 1898, è: Metodo fonico: sillabario e prime letture. Terza edizione nuovamente modificata, R.Bemporad & figlio, Cessionari della Libreria Editrice Felice Paggi, conservati nella Biblioteca Nazionale Centrale di Firenze.
Un altro testo della Zanotti, pubblicato invece da un'altra casa editrice,  è intitolato Il metodo sperimentale, sua storia e suo uso nell'istruzione e nell'educazione elementare editori Fratelli Bocca, 1892.

## Libro di lettura
Nel 1915 fu edito dalla casa editrice R. Bemporad & figlio il libro di Leopoldina Zanotti intitolato Verso la luce!nuovo libro di lettura, testo per le scuole elementari.